# Từ khóa tình yêu
Từ khóa tình yêu (tiếng Hàn: 검색어를 입력하세요: WWW; Romaja: Geomsaekeoreul Ibryeokhaseyo: WWW; dịch nghĩa đen: "Type in Search Word: WWW") là bộ phim truyền hình Hàn Quốc ra mắt năm 2019 với sự tham gia của Im Soo-jung, Lee Da-hee, Jeon Hye-jin, Jang Ki-yong, Lee Jae-wook và Ji Seung-hyun. Bộ phim được phát sóng trên đài truyền hình tvN từ ngày 5 tháng 6 đến 25 tháng 7 năm 2019 và trên nền tảng dịch vụ xem phim trực tuyến Netflix.

## Tóm tắt
WWW xoay quanh ba người phụ nữ thành đạt, quyết đoán và chuyên tâm cống hiến cho sự nghiệp. Cha Hyun (Lee Da Hee), nữ quản lý của một trang web lớn, có sự nghiệp thành công nhưng đường tình duyên lại lận đận. Giám đốc Bae Tae Mi (Im Soo Jung), một người đã cống hiến gần như cả thanh xuân cho sự nghiệp đến mức khiến người ta phải tự hỏi cô có hạnh phúc với cuộc sống này. Và mảnh ghép thứ ba trong bộ sậu chị đại chính là Song Ga Kyung.

## Diễn viên

### Vai chính
- Im Soo-jung vai Bae Ta-mi (Tammy)[5][6]
- Lee Da-hee vai Cha Hyeon (Scarlett)
- Jeon Hye-jin vai Song Ga-kyeong
- Jang Ki-yong vai Park Morgan
- Lee Jae-wook vai Seol Ji-hwan
- Ji Seung-hyun vai Oh Jin-woo

### Vai phụ

#### Những người ở Barro
- Kwon Hae-hyo vai Min Hong-joo (Brian)
- Kim Nam-hee vai Pyo Joon-soo (Matthew)
- Woo Ji-hyun vai Choi Bong-gi (Joseph)
- Oh Ah-yeon vai Jo Ah-ra (Ellie)
- Ha Seung-ri vai Hong Yoo-jin (Jennie)
- Song Ji-ho vai Choi Jeong-hoon (Alex)

#### Các nhân vật khác
- Yoo Seo-jin vai Na In-kyeong
- Tak Woo-suk vai Kim Seon-woo
- Han Ji-wan vai Jeong Da-in
- Jo Hye-joo vai Yoon Dong-joo
- Ye Soo-jung vai Jang Hee-eun
- Byeon Woo-seok as Han Min-gyoo

### Khách mời xuất hiện đặc biệt
- Son Jong-hak vai Seo Myeong-ho (Tập. 1)
- Choi Jin-ho vai Joo Seung-tae (Tập. 1-2)
- Jiho vai Cha Hyeon's năm cuối cấp 3 (Tập. 6)
- Lee Tae-ri vai nghệ sĩ webtoon Godori (Tập. 7)
- Lee Dong-wook vai Bạn trai cũ của Ta-mi (Ep. 7)
- Seo Woo-jin vai (Khách mời)

## Sản xuất
Buổi đọc kịch bản đầu tiên được diễn ra vào ngày 22 tháng 2 năm 2019 với sự tham dự của dàn diễn viên và đoàn làm phim.
Bộ phim là tác phẩm đầu tay của Kwon Do-eun với tư cách là biên kịch chính sau khi làm cộng sự cho Kim Eun-sook.

## Nhạc phim
Phần 1
| Phát hành 7 tháng 6 năm 2019 | Phát hành 7 tháng 6 năm 2019                       | Phát hành 7 tháng 6 năm 2019 | Phát hành 7 tháng 6 năm 2019 | Phát hành 7 tháng 6 năm 2019 | Phát hành 7 tháng 6 năm 2019 |
| STT                          | Nhan đề                                            | Phổ lời                      | Phổ nhạc                     | Nghệ sĩ                      | Thời lượng                   |
| ---------------------------- | -------------------------------------------------- | ---------------------------- | ---------------------------- | ---------------------------- | ---------------------------- |
| 1.                           | "Milky Way Between Us" (우리 사이 은하수를 만들어) | Kako                         | Curtis F Kako                | O3ohn                        | 3:24                         |
| 2.                           | "Milky Way Between Us" (Inst.)                     |                              | Curtis F Kako                |                              | 3:24                         |
| Tổng thời lượng:             | Tổng thời lượng:                                   | Tổng thời lượng:             | Tổng thời lượng:             | Tổng thời lượng:             | 6:48                         |

Phần 2
| Phát hành 13 tháng 6 năm 2019 | Phát hành 13 tháng 6 năm 2019 | Phát hành 13 tháng 6 năm 2019 | Phát hành 13 tháng 6 năm 2019  | Phát hành 13 tháng 6 năm 2019 | Phát hành 13 tháng 6 năm 2019 |
| STT                           | Nhan đề                       | Phổ lời                       | Phổ nhạc                       | Nghệ sĩ                       | Thời lượng                    |
| ----------------------------- | ----------------------------- | ----------------------------- | ------------------------------ | ----------------------------- | ----------------------------- |
| 1.                            | "Search"                      | Elaine Ji Ye-joon Jayins      | Lim Ha-young Ji Ye-joon Jayins | Elaine                        | 2:23                          |
| 2.                            | "Search" (Inst.)              |                               | Lim Ha-young Ji Ye-joon Jayins |                               | 2:12                          |
| Tổng thời lượng:              | Tổng thời lượng:              | Tổng thời lượng:              | Tổng thời lượng:               | Tổng thời lượng:              | 4:35                          |

Phần 3
| Phát hành 20 tháng 6 năm 2019 | Phát hành 20 tháng 6 năm 2019 | Phát hành 20 tháng 6 năm 2019 | Phát hành 20 tháng 6 năm 2019 | Phát hành 20 tháng 6 năm 2019 | Phát hành 20 tháng 6 năm 2019 |
| STT                           | Nhan đề                       | Phổ lời                       | Phổ nhạc                      | Nghệ sĩ                       | Thời lượng                    |
| ----------------------------- | ----------------------------- | ----------------------------- | ----------------------------- | ----------------------------- | ----------------------------- |
| 1.                            | "Reaching Hand" (손 닿으면)   | Ha Melli                      | Park Geun-chul Jung Soo-min   | Jang Beom-jun                 | 4:07                          |
| 2.                            | "Reaching Hand" (Inst.)       |                               | Park Geun-chul Jung Soo-min   |                               | 4:07                          |
| Tổng thời lượng:              | Tổng thời lượng:              | Tổng thời lượng:              | Tổng thời lượng:              | Tổng thời lượng:              | 8:14                          |

Phần 4
| Phát hành 28 tháng 6 năm 2019 | Phát hành 28 tháng 6 năm 2019 | Phát hành 28 tháng 6 năm 2019 | Phát hành 28 tháng 6 năm 2019 | Phát hành 28 tháng 6 năm 2019 | Phát hành 28 tháng 6 năm 2019 |
| STT                           | Nhan đề                       | Phổ lời                       | Phổ nhạc                      | Nghệ sĩ                       | Thời lượng                    |
| ----------------------------- | ----------------------------- | ----------------------------- | ----------------------------- | ----------------------------- | ----------------------------- |
| 1.                            | "Scent" (향기)                | 88KEYS                        | 88KEYS                        | Sam Kim                       | 4:00                          |
| 2.                            | "Scent" (Inst.)               |                               | 88KEYS                        |                               | 4:00                          |
| Tổng thời lượng:              | Tổng thời lượng:              | Tổng thời lượng:              | Tổng thời lượng:              | Tổng thời lượng:              | 8:00                          |

Phần 5
| Phát hành 4 tháng 7 năm 2019 | Phát hành 4 tháng 7 năm 2019 | Phát hành 4 tháng 7 năm 2019 | Phát hành 4 tháng 7 năm 2019 | Phát hành 4 tháng 7 năm 2019 | Phát hành 4 tháng 7 năm 2019 |
| STT                          | Nhan đề                      | Phổ lời                      | Phổ nhạc                     | Nghệ sĩ                      | Thời lượng                   |
| ---------------------------- | ---------------------------- | ---------------------------- | ---------------------------- | ---------------------------- | ---------------------------- |
| 1.                           | "WOW"                        | Moonbyul ( Mamamoo ) Kim Min | Taylor Kim Min               | Mamamoo                      | 3:20                         |
| 2.                           | "WOW" (Inst.)                |                              | Taylor Kim Min               |                              | 3:20                         |
| Tổng thời lượng:             | Tổng thời lượng:             | Tổng thời lượng:             | Tổng thời lượng:             | Tổng thời lượng:             | 6:40                         |

Phần 6
| Phát hành 11 tháng 7 năm 2019 | Phát hành 11 tháng 7 năm 2019             | Phát hành 11 tháng 7 năm 2019 | Phát hành 11 tháng 7 năm 2019 | Phát hành 11 tháng 7 năm 2019 | Phát hành 11 tháng 7 năm 2019 |
| STT                           | Nhan đề                                   | Phổ lời                       | Phổ nhạc                      | Nghệ sĩ                       | Thời lượng                    |
| ----------------------------- | ----------------------------------------- | ----------------------------- | ----------------------------- | ----------------------------- | ----------------------------- |
| 1.                            | "You In The TV" (Tv에서 보는 그대 모습은) | Kim Hyun-chul                 | Kim Hyun-chul                 | Lee Da-hee                    | 4:05                          |
| 2.                            | "You In The TV" (Inst.)                   |                               | Kim Hyun-chul                 |                               | 4:05                          |
| Tổng thời lượng:              | Tổng thời lượng:                          | Tổng thời lượng:              | Tổng thời lượng:              | Tổng thời lượng:              | 8:10                          |

Phần 7
| Phát hành 18 tháng 7 năm 2019 | Phát hành 18 tháng 7 năm 2019                      | Phát hành 18 tháng 7 năm 2019 | Phát hành 18 tháng 7 năm 2019 | Phát hành 18 tháng 7 năm 2019 | Phát hành 18 tháng 7 năm 2019 |
| STT                           | Nhan đề                                            | Phổ lời                       | Phổ nhạc                      | Nghệ sĩ                       | Thời lượng                    |
| ----------------------------- | -------------------------------------------------- | ----------------------------- | ----------------------------- | ----------------------------- | ----------------------------- |
| 1.                            | "I Get A Little Bit Lonely" (조금 더 외로워지겠지) | Lee Mi-na                     | 1601                          | Kim Na-young                  | 3:36                          |
| 2.                            | "I Get A Little Bit Lonely" (Inst.)                |                               | 1601                          |                               | 3:36                          |
| Tổng thời lượng:              | Tổng thời lượng:                                   | Tổng thời lượng:              | Tổng thời lượng:              | Tổng thời lượng:              | 7:12                          |

## Tỷ lệ người xem
| Mùa | Mùa | Số tập | Số tập | Số tập | Số tập | Số tập | Số tập | Số tập | Số tập | Số tập | Số tập | Số tập | Số tập | Số tập | Số tập | Số tập | Số tập | Trung bình |
| Mùa | Mùa | 1      | 2      | 3      | 4      | 5      | 6      | 7      | 8      | 9      | 10     | 11     | 12     | 13     | 14     | 15     | 16     | Trung bình |
| --- | --- | ------ | ------ | ------ | ------ | ------ | ------ | ------ | ------ | ------ | ------ | ------ | ------ | ------ | ------ | ------ | ------ | ---------- |
|     | 1   | 585    | 756    | 823    | 742    | 808    | 837    | 769    | 813    | 815    | 708    | 920    | 806    | 968    | 874    | 969    | 1087   | 830        |

| Tập. | Ngày phát sóng           | Tiêu đề                             | Tỷ lệ người xem trung bình (AGB Nielsen) | Tỷ lệ người xem trung bình (AGB Nielsen) |
| Tập. | Ngày phát sóng           | Tiêu đề                             | Toàn quốc                                | Seoul                                    |
| --- | ------------------------ | ----------------------------------- | ---------------------------------------- | ---------------------------------------- |
| 1 | ngày 5 tháng 6 năm 2019  | This Is the Internet                | 2.431%                                   | 3.004%                                   |
| 2 | ngày 6 tháng 6 năm 2019  | My Greed Has No Motivation          | 3.190%                                   | 4.006%                                   |
| 3 | ngày 12 tháng 6 năm 2019 | When Your Passion Is Fueled by Love | 3.221%                                   | 3.741%                                   |
| 4 | ngày 13 tháng 6 năm 2019 | Top Actor Han Min Kyu               | 3.250%                                   | 4.157%                                   |
| 5 | ngày 19 tháng 6 năm 2019 | Keyword: Bae Ta Mi                  | 3.109%                                   | 3.638%                                   |
| 6 | ngày 20 tháng 6 năm 2019 | The Lex Series Laptop               | 3.578%                                   | 4.416%                                   |
| 7 | ngày 26 tháng 6 năm 2019 | Leverage                            | 3.363%                                   | 3.663%                                   |
| 8 | ngày 27 tháng 6 năm 2019 | Marriage                            | 3.320%                                   | 3.832%                                   |
| 9 | ngày 3 tháng 7 năm 2019  | Striking Back                       | 3.652%                                   | 3.860%                                   |
| 10 | ngày 4 tháng 7 năm 2019  | Happy Birthday?                     | 3.165%                                   | 3.301%                                   |
| 11 | ngày 10 tháng 7 năm 2019 | Mixed Emotions for Ta Mi            | 4.003%                                   | 4.442%                                   |
| 12 | ngày 11 tháng 7 năm 2019 | My Homepage                         | 3.488%                                   | 4.210%                                   |
| 13 | ngày 17 tháng 7 năm 2019 | A Common Cause                      | 3.906%                                   | 4.727%                                   |
| 14 | ngày 18 tháng 7 năm 2019 | Main Page Reformation               | 3.567%                                   | 4.247%                                   |
| 15 | ngày 24 tháng 7 năm 2019 | The Long-Awaited Victory            | 4.089%                                   | 4.714%                                   |
| 16 | ngày 25 tháng 7 năm 2019 | Defending Justice                   | 4.199%                                   | 4.825%                                   |
| Trung bình | Trung bình               | Trung bình                          | 3.471%                                   | 4.049%                                   |
| - Trong bảng trên đây, số màu xanh biểu thị cho tỷ lệ người xem thấp nhất và số màu đỏ biểu thị cho tỷ lệ người xem cao nhất:. - Bộ phim này được phát sóng trên hệ thống các kênh truyền hình cáp/trả phí nên số lượng người xem thấp hơn so với truyền hình miễn phí (ví dụ như KBS, SBS, MBC hay EBS). |                          |                                     |                                          |                                          |

## Giải thưởng và đề cử
| Năm  | Giải thưởng             | Đề cử                              | Người nhận      | Kết quả   | Ref.   |
| ---- | ----------------------- | ---------------------------------- | --------------- | --------- | ------ |
| 2019 | 12th Korea Drama Awards | Giải thưởng, Nữ diễn viên xuất sắc | Im Soo-jung     | Đề cử     | [ 11 ] |
| 2019 | 12th Korea Drama Awards | Nhạc phim hay nhất                 | "WOW" (Mamamoo) | Đoạt giải | [ 11 ] |

## Phát sóng quốc tế
- Chile - ETC (với tựa đề: "Buscar: WWW")
- Ecuador - Teleamazonas (với tựa đề: "Buscar: WWW")
- Peru - Willax (với tựa đề: "Buscar: WWW")